# English Water Spaniel

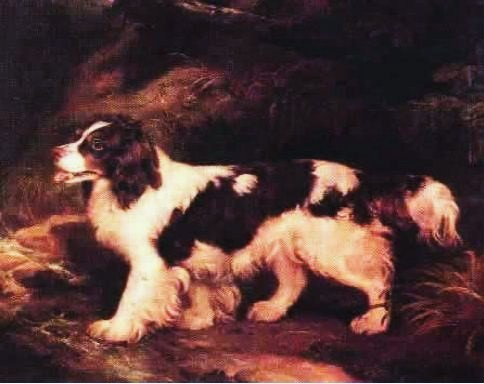
Water Spaniel (1815) di Ramsay Richard Reinagle (1775–1862)

L'English Water Spaniel o inglese Water Spaniel è una razza di cane estinta all'inizio del XX secolo, con l'ultimo esemplare visto negli anni '30. 
Era meglio conosciuto per il suo uso nella caccia agli uccelli acquatici e per essere in grado di immergersi così come un'anatra. È descritto come simile a un Collie o ad un incrocio tra un barboncino e uno Springer Spaniel con pelliccia riccia e tipicamente in un motivo bianco e fegato / marrone chiaro.
Simile all'Irish Water Spaniel si ritiene che sia stato indicato da Shakespeare nel Macbeth, 
Si ritiene che abbia influenzato geneticamente diverse razze moderne di cani, tra cui l' American Water Spaniel, il Curly Coated Retriever e la moderna varietà di Field Spaniel. Non è noto se la razza sia stata coinvolta nella creazione dell'Irish Water Spaniel.